# Àlep
|  | Aquest article tracta sobre el component de les turbomàquines. Vegeu-ne altres significats a «Alep». |

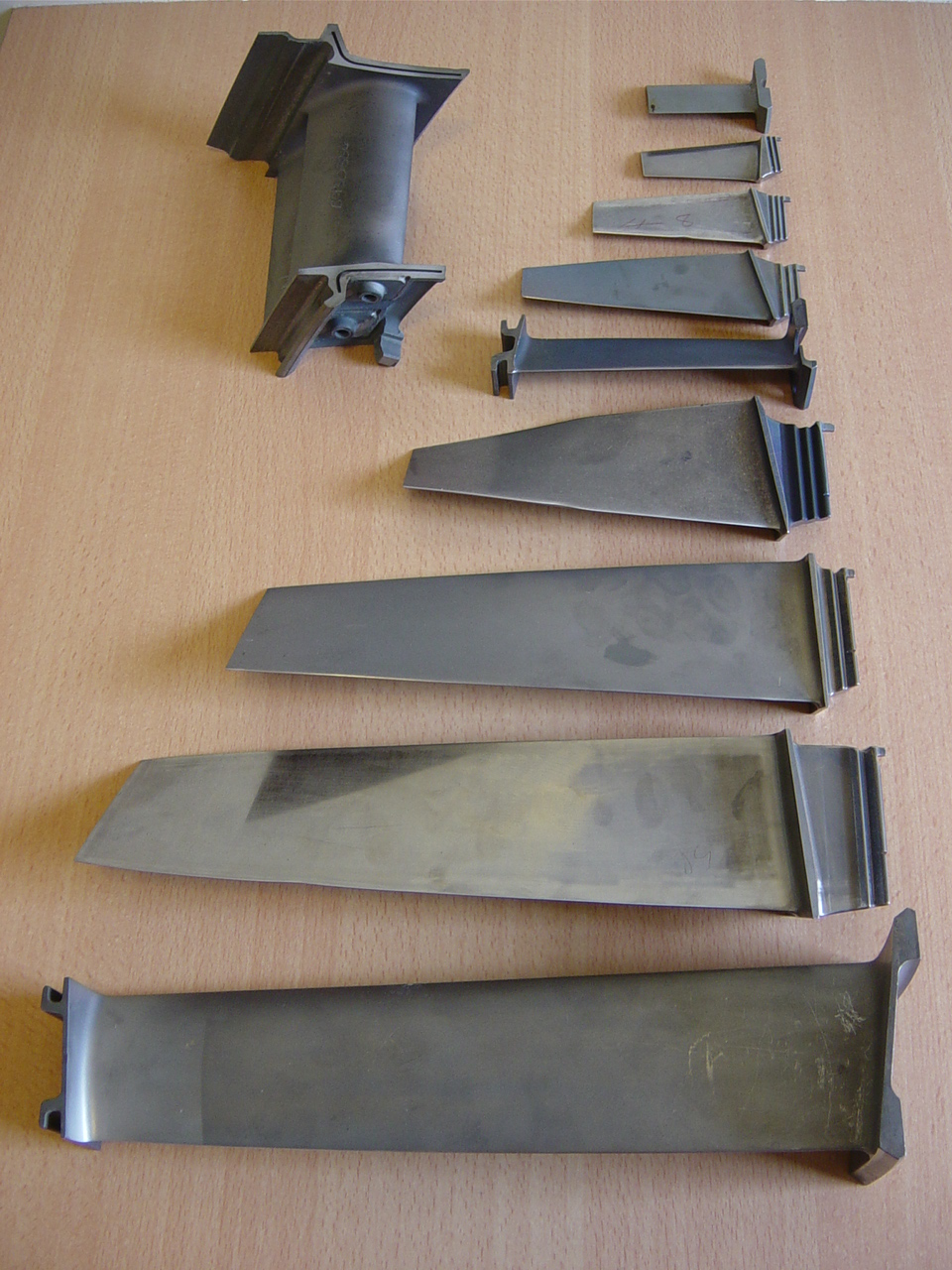
Àleps de la turbina Olympus per al Concorde.

Un àlep és cadascuna de les paletes corbades a turbines hidràuliques, de gas i a altres turbomàquines. Serveix per a deflectar un flux continu de fluid, que poden ésser dissenyats per canviar-li la pressió i modificar-ne totes les components de velocitat.
És un perfil allargat que es col·loca a les màquines rotatives formant conductes estàtics i mòbils. El fluid passa a través del conducte en forma d'anell que deixen entreveure aquestes cascades d'àleps. Tenen aparença esvelta i solen ser metàl·lics.

## Característiques

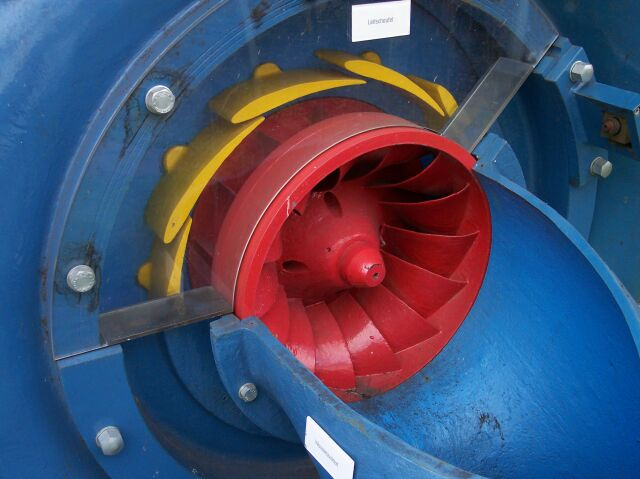
Àleps estàtics de turbina Francis posicionats pel cas de tenir baix flux d'aigua.

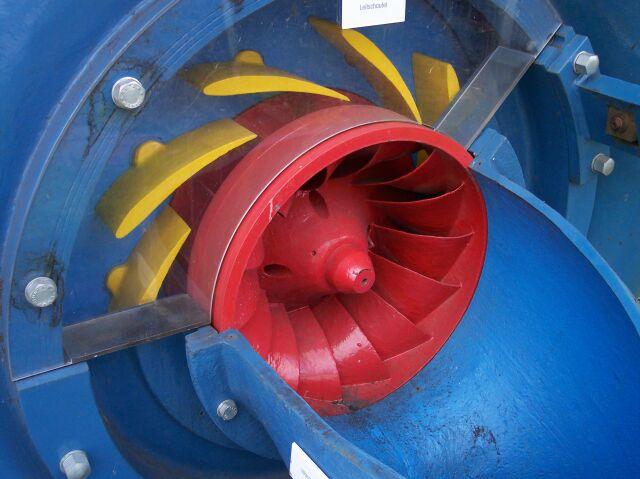
Àleps estàtics de turbina Francis posicionats per gestionar un alt flux d'aigua.

Els àleps tenen forma de perfils aerodinàmics que reben el fluid i el fan canviar de velocitat i pressió, i així transformen l'energia. D'aquesta manera interfereixen amb el fluid i en canvien les propietats i amb la interfície mecànica, que pot ser un disc o un tambor connectat a un eix. El conjunt format pel disc i els àleps també s'anomena rodet.
Segons el tipus de màquina, solen tenir les seccions forma de perfil aerodinàmic. Els áleps solen anar solidaris a un disc, un tambor o una carcassa, de manera que es dissenyen per subjectar-s'hi a ells mitjançant arrels amb diferents formes.
A l'extrem contrari al suport principal solen disposar de mitjans per a segellar el fluid, ti fan que tot el fluid passi entre les superfícies aerodinàmiques i que no se'n derivi cap,que provocaria distorsions o pèrdues de pressió.
El segellament de cascades d'àleps, ja sigui fet per la part estàtica o la dinàmica, ha de permetre cert contacte entre parts rotatives a grans velocitats i parts estàtiques. A la part del rotor s'aconsegueix amb la punta dels àleps rotatius i amb els segells de laberint a prop del tambor o com a extensió del disc. A la part de l'estator el segellament ss'obté pel recorregut que tracen els àleps dinàmics amb l'estator i per la part estàtica enfrontada al segell de laberint. Per a evitar excessius desgastaments, aquestos contactes han de ser materialment endurits a les parts rotatives i ablanits a les parts estàtiques.

## Formació d'etapes
S'ha de tenir en compte que una etapa és la combinació d'una cascada estàtica d'àleps i d'una cascada dinàmica. Així doncs la part dinàmica s'anomena rotor i l'estàtica estator. Els estators i rotors de cada etapa tenen, en general, la funció de transformar energia mecànica en energia cinètica o de pressió (o al contrari) i tenen requeriments relatius a les seves pròpies característiques mecàniques per a les càrregues de disseny i també el de gestionar les components de les velocitats del fluid i les propietats termodinàmiques del fluid a l'entrada i a la sortida.
També és usual trobar-se amb cascades estàtiques o dinàmiques d'àleps individuals. En aquestes configuracions l'ús d'estators d'àleps sol emprar-s'hi amb l'objectiu de dirigir el fluid, normalment modificant o corregint així la component tangencial. Se solen fer servir petits àleps per donar-li vorticitat a un fluid en aplicacions de combustió.

## Grau de reacció de l'etapa

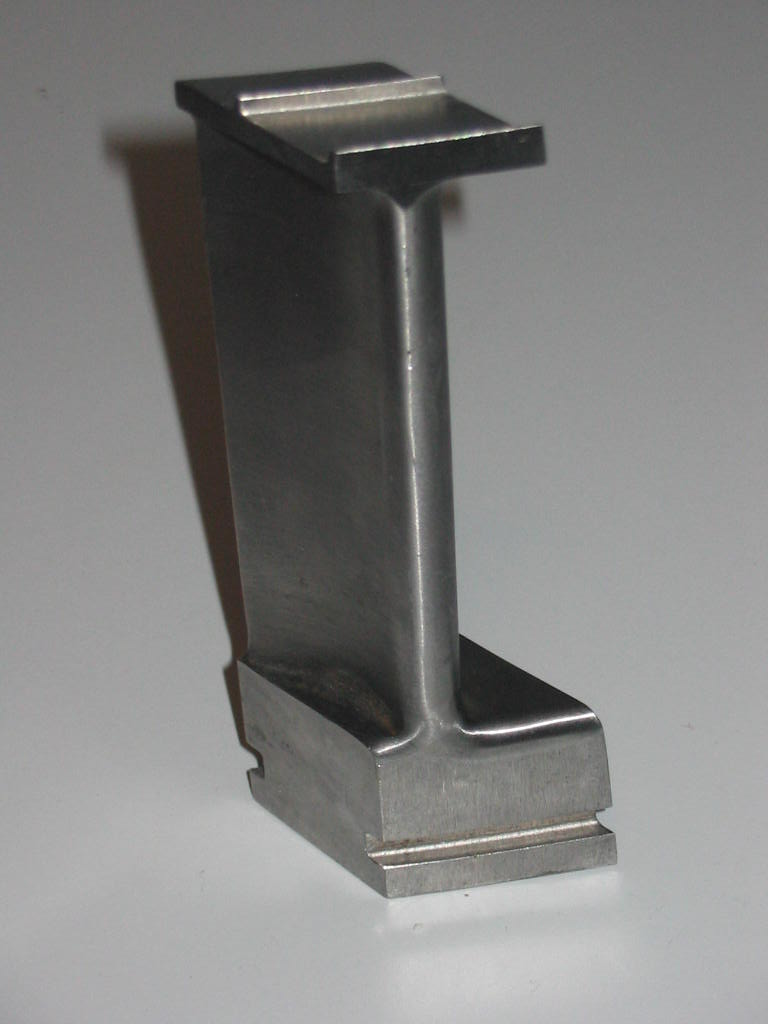
Àlep de turbina de vapor.

Només a les turbines, es pot distingir segons el grau de reacció amb què s'ha dissenyat l'etapa d'aquesta turbina. El grau de reacció és la relació entre l'entalpia que s'extreu del rotor i l'entalpia que s'extreu a l'etapa en total (rotor+estator):
{\displaystyle K\equiv {\frac {h_{r}}{h_{r}+h_{e}}}}
Així doncs es poden distingir els dissenys de les etapes com:
- Etapa de reacció: En aquestes etapes, la funció dels àleps del rotor és extraure treball gràcies a la deflexió del fluid amb què operen i a la disminució de pressió del fluid que el travessa. La variació d'entalpia al rotor es va tornant predominant conforme el grau de reacció s'allunya de 0 (el límit és 1).
- Etapa d'acció pura: Es tracta d'una etapa amb un grau de reacció igual a zero. Al rotor, l'estat termodinàmic del fluid que el travessa és el mateix que a l'entrada. El treball s'extreu basant-se en la disminució de l'energia cinètica del fluid, és a dir: Es modifiquen les components de les velocitats de sortida respecte a les d'entrada. Així doncs, els àleps rotatius a aquestes etapes tenen l'única funció de deflectar adequadament el corrent.

## Fabricació i muntatge

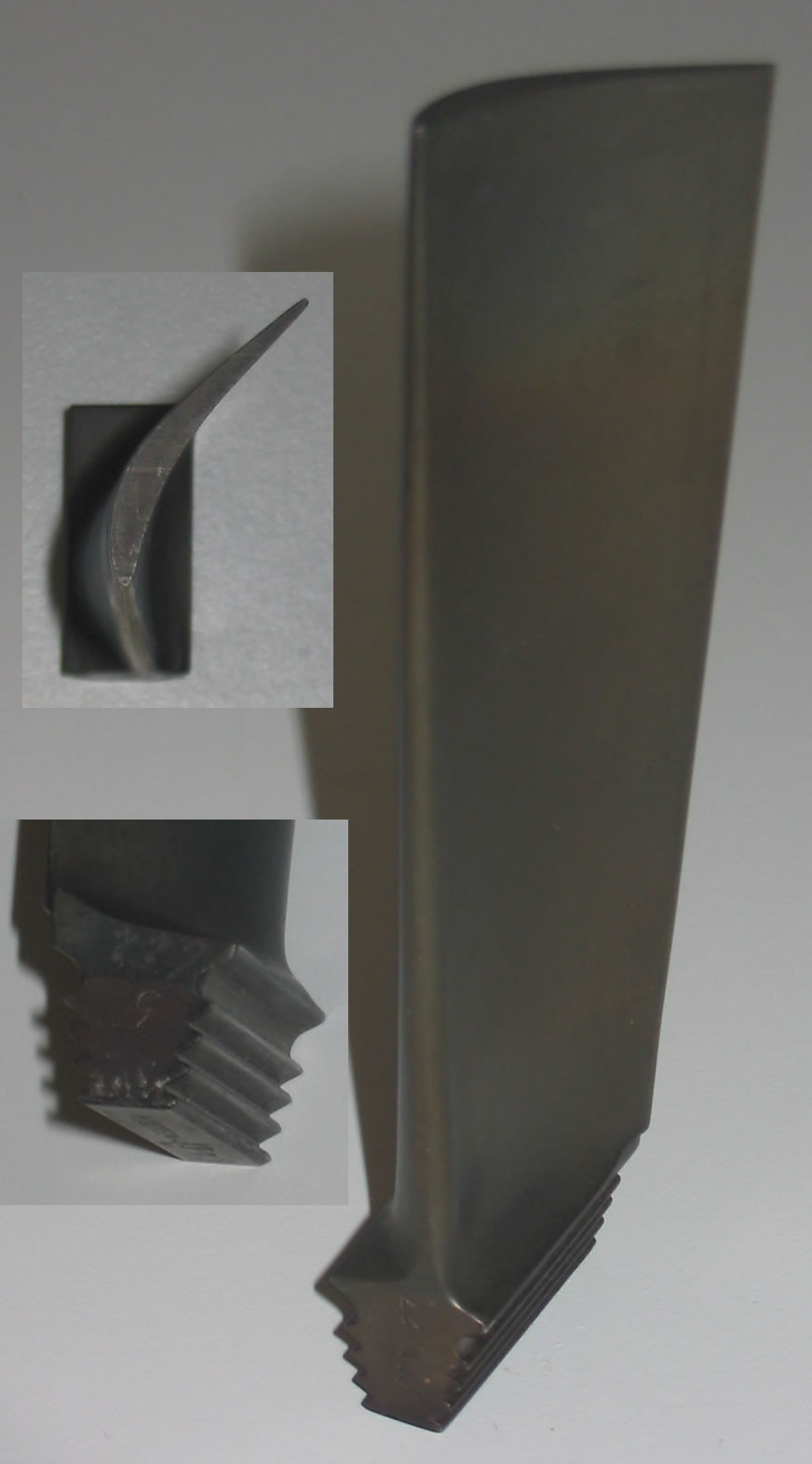
Àlep dinàmic amb detalls de la secció i de l'arrel.

El disseny i mecanitzat dels àleps és molt complicat, ja que s'han d'adaptar als requisits de disseny que els permetran suportar les condicions de treball a les que es sotmetran. Per això mateix, ha de tenir una rigidesa molt alta, i la distribució de les càrregues ha de ser uniforme. En els casos de turbines de gas, a la turbina, s'han de dissenyar i fabricar per poder suportar els esforços requerits a altes temperatures d'operació.
Com formen part de turbomàquines són sotmesos a grans esforços deguts a la pròpia massa, com que giren a grans velocitats al voltant d'un eix i han de ser fortament subjectats formant una roda. A més, el desequilibri inherent a la precisió de la instal·lació i de l'equilibratge sotmetrà aquestes peces a càrregues de fatiga d'alt cicle. Les càrregues tèrmiques també s'han de tenir en compte en el seu disseny, sobretot als àleps de turbines tèrmiques i als d'etapes finals de compressors. S'ha de tenir en compte també, que les màquines amb freqüents parades, posades en marxa i exigències variables d'operació seran sotmeses a fatiga amb esforços més grans, encara que a cicles amb menys freqüència.
Degut a aquestes grans velocitats, és menester una construcció i muntatge fets amb molta precisió, per evitar que hi apareguin vibracions quan la màquina funciona.
Els àleps formen part de turbines de gas, turbines de vapor, compressors, ventiladors, turbines hidràuliques i bombes, a les seves parts estàtiques i dinàmiques.

## Ambigüitat del terme 'àlep'
En català, el terme «àlep» és vàlid per referir-se tant als perfils estàtics com als perfils que es mouen rotativament. S'ha de fer notar que en altres llengües trobarem que s'ha fet distinció entre l'àlep estàtic i el dinàmic. De fet, la major part dels textos de turbomàquines fan referència als termes anglesos vanes per als àleps estàtics i blades per als àleps dinàmics.